# Macrobiotus sandrae
Macrobiotus sandrae är en djurart som tillhör fylumet trögkrypare, och som beskrevs av Bertolani och Rebecchi 1993. Macrobiotus sandrae ingår i släktet Macrobiotus och familjen Macrobiotidae. Inga underarter finns listade i Catalogue of Life.